# ケーブルライン
ケーブルライン（CableLine）は、ソフトバンク株式会社がケーブルテレビ各社と連携して提供する、VoIP技術を用いたIP電話（直収電話）サービス。
2007年（平成19年）2月5日、固定通信事業を手掛けていたソフトバンクテレコム株式会社（SBTM、2代目法人）によりサービスの提供を開始。
なお、SBTMは2015年（平成27年）4月1日にグループ会社で移動体通信事業を運営するソフトバンクモバイル株式会社（SBM）に吸収合併され解散した。その後、SBMは同年7月1日にソフトバンク株式会社へ商号変更した。

## 概要
ケーブルテレビ事業者のCATV網とソフトバンク（SB）の電話網を経由する固定電話（プライマリ電話・POTS）サービス。使用中の固定電話機をそのまま利用でき、固定電話番号を引き継ぎ利用できる番号ポータビリティに対応し、緊急通報用電話番号（110番・119番など）に接続可能となっている。
NTTの中継設備を介さないため基本料金・通話料を安価に抑えることができるほか、本サービス同士および「BBフォン」「ホワイト光電話」「おうちのでんわ」、SBの通信網を利用するTOKAIホールディングス系列CATV事業者の「ひかりdeトークS」およびソニーネットワークコミュニケーションズ（So-net）の「NURO 光 でんわ」との相互無料通話やソフトバンク携帯電話との同時利用による割引サービスなどのメリットがあるが、一方でEMTAというモデム機器用の電源が必要となるため、停電時にはサービスが利用できなくなるといったIP電話特有のデメリットも存在する。

## サービス提供局・提携先と主なサービスエリア
- 複数の地域をサービス提供エリアとしている場合は本社所在地の地域に記載。
- KDDIのケーブルプラス電話と並行してサービスを提供しているCATVも存在する。
- 詳細は公式サイトの提携ケーブルテレビ事業者を参照。

### 北海道・東北
- 帯広シティーケーブル - 北海道帯広市など
- フェニックスクラブインターネットサービス - 北海道札幌市など
- 秋田ケーブルテレビ - 秋田県秋田市、潟上市など
- ダイバーシティメディア - 山形県山形市など
- ニューメディア - 山形県米沢市、北海道函館市、福島県福島市、新潟県新潟市など
- 仙台CATV - 宮城県仙台市、名取市の各一部

### 関東
- 古河ケーブルテレビ - 茨城県古河市
- JWAY - 茨城県日立市、那珂郡東海村
- ケーブルテレビ - 栃木県栃木市など栃木県、群馬県、茨城県、埼玉県の各一部
- 蕨ケーブルビジョン - 埼玉県蕨市
- 豊島ケーブルネットワーク - 東京都豊島区、板橋区の一部
- いちはらケーブルテレビ - 千葉県市原市、千葉市緑区の一部
- 広域高速ネット二九六 - 千葉県佐倉市など
- 成田ケーブルテレビ - 千葉県成田市、富里市の各一部
- 厚木伊勢原ケーブルネットワーク - 神奈川県厚木市
- YOUテレビ - 神奈川県横浜市、川崎市の各一部

### 甲信越・北陸
- エヌ・シィ・ティ - 新潟県長岡市など
- 新潟通信サービス - 新潟県
- エルシーブイ - 長野県諏訪市、岡谷市、茅野市など
- 佐久ケーブルテレビ - 長野県佐久市の一部
- 日本ネットワークサービス - 山梨県甲府市など
- 山梨CATV - 山梨県山梨市
- ケーブルテレビ富山 - 富山県富山市の大部分、中新川郡舟橋村
- 高岡ケーブルネットワーク - 富山県高岡市、石川県羽咋郡宝達志水町など
- あさがおテレビ - 石川県白山市
- 加賀ケーブル - 石川県加賀市
- 金沢ケーブル - 石川県金沢市、野々市市など
- テレビ小松 - 石川県小松市、能美市

### 東海
- TOKAIケーブルネットワーク - 静岡県静岡市など
- トコちゃんねる静岡 - 静岡県静岡市の一部
- 浜松ケーブルテレビ - 静岡県浜松市、袋井市、湖西市
- アイ・シー・シー - 愛知県一宮市
- 稲沢シーエーティーヴィ - 愛知県稲沢市
- キャッチネットワーク - 愛知県刈谷市、安城市、高浜市、知立市、碧南市、西尾市
- グリーンシティケーブルテレビ - 愛知県名古屋市守山区、尾張旭市、瀬戸市の一部
- CAC - 愛知県半田市など
- CCNet - 愛知県春日井市など愛知県、岐阜県、三重県の各一部
- スターキャット・ケーブルネットワーク - 愛知県名古屋市の大部分など
- 知多半島ケーブルネットワーク - 愛知県常滑市など
- 知多メディアスネットワーク - 愛知県東海市、大府市、知多市など
- 豊橋ケーブルネットワーク - 愛知県豊橋市の一部、田原市、新城市
- 西尾張シーエーティーヴィ - 愛知県津島市など
- ひまわりネットワーク - 愛知県豊田市、みよし市、長久手市
- 三河湾ネットワーク - 愛知県蒲郡市、額田郡幸田町
- ミクスネットワーク - 愛知県岡崎市
- アミックスコム - 岐阜県恵那市、安八郡輪之内町
- インフォメーションネットワーク郡上八幡 - 岐阜県郡上市の一部
- 大垣ケーブルテレビ - 岐阜県大垣市、海津市など
- おりべネットワーク - 岐阜県多治見市、土岐市、瑞浪市
- 郡上ケーブルテレビ - 岐阜県郡上市の一部
- ケーブルテレビ可児 - 岐阜県可児市、可児郡御嵩町
- シーシーエヌ - 岐阜県岐阜市など
- 飛騨高山ケーブルネットワーク - 岐阜県高山市、飛騨市など
- アドバンスコープ - 三重県名張市など
- 伊賀上野ケーブルテレビ - 三重県伊賀市
- ケーブルネット鈴鹿 - 三重県鈴鹿市
- シー・ティー・ワイ - 三重県四日市市、いなべ市など
- ZTV - 三重県津市など三重県、滋賀県、和歌山県、京都府の各一部
- ラッキータウンテレビ - 三重県桑名市など

### 近畿（三重除く）
- KCN京都 - 京都府宇治市など
- 近鉄ケーブルネットワーク - 奈良県全域と大阪府四條畷市
- こまどりケーブル - 奈良県の北東部と南部
- テレビ岸和田 - 大阪府岸和田市、泉北郡忠岡町
- ベイ・コミュニケーションズ - 大阪府大阪市の一部、兵庫県尼崎市、西宮市、伊丹市など
- 姫路ケーブルテレビ - 兵庫県姫路市など

### 中国・四国
- 中海テレビ放送 - 鳥取県米子市、境港市など
- 出雲ケーブルビジョン - 島根県出雲市
- 岡山ネットワーク - 岡山県岡山市の一部、久米郡久米南町・美咲町
- 笠岡放送 - 岡山県笠岡市など
- 倉敷ケーブルテレビ - 岡山県倉敷市、総社市、玉野市など
- テレビ津山 - 岡山県津山市、勝田郡勝央町
- ケーブル・ジョイ - 広島県府中市、福山市の各一部
- CBBS - 広島県安芸高田市、静岡県榛原郡川根本町
- ちゅピCOM - 広島県広島市、廿日市市の各一部、大竹市など
- 日本中央テレビ - 徳島県吉野川市、小松島市
- KBN - 香川県坂出市、綾歌郡宇多津町など
- 今治シーエーティーブィ - 愛媛県今治市
- ハートネットワーク - 愛媛県新居浜市、西条市など
- エフビットコミュニケーションズ - 高知県室戸市のみ

### 九州・沖縄
- ぴ〜ぷる - 佐賀県唐津市など
- 壱岐市ケーブルテレビ - 長崎県壱岐市
- 九州テレ・コミュニケーションズ - 長崎県佐世保市など
- 長崎ケーブルメディア - 長崎県長崎市、西海市など
- ひまわりてれび - 長崎県雲仙市、熊本県玉名市など
- 臼杵ケーブルネット - 大分県臼杵市
- 大分ケーブルテレコム - 大分県大分市、由布市、津久見市など
- ケーブルテレビ佐伯 - 大分県佐伯市
- CTBメディア - 大分県別府市、速見郡日出町
- BTV - 宮崎県都城市など宮崎県、鹿児島県の各一部
- 宮崎ケーブルテレビ - 宮崎県宮崎市、西都市の一部など